# دار ضيافة

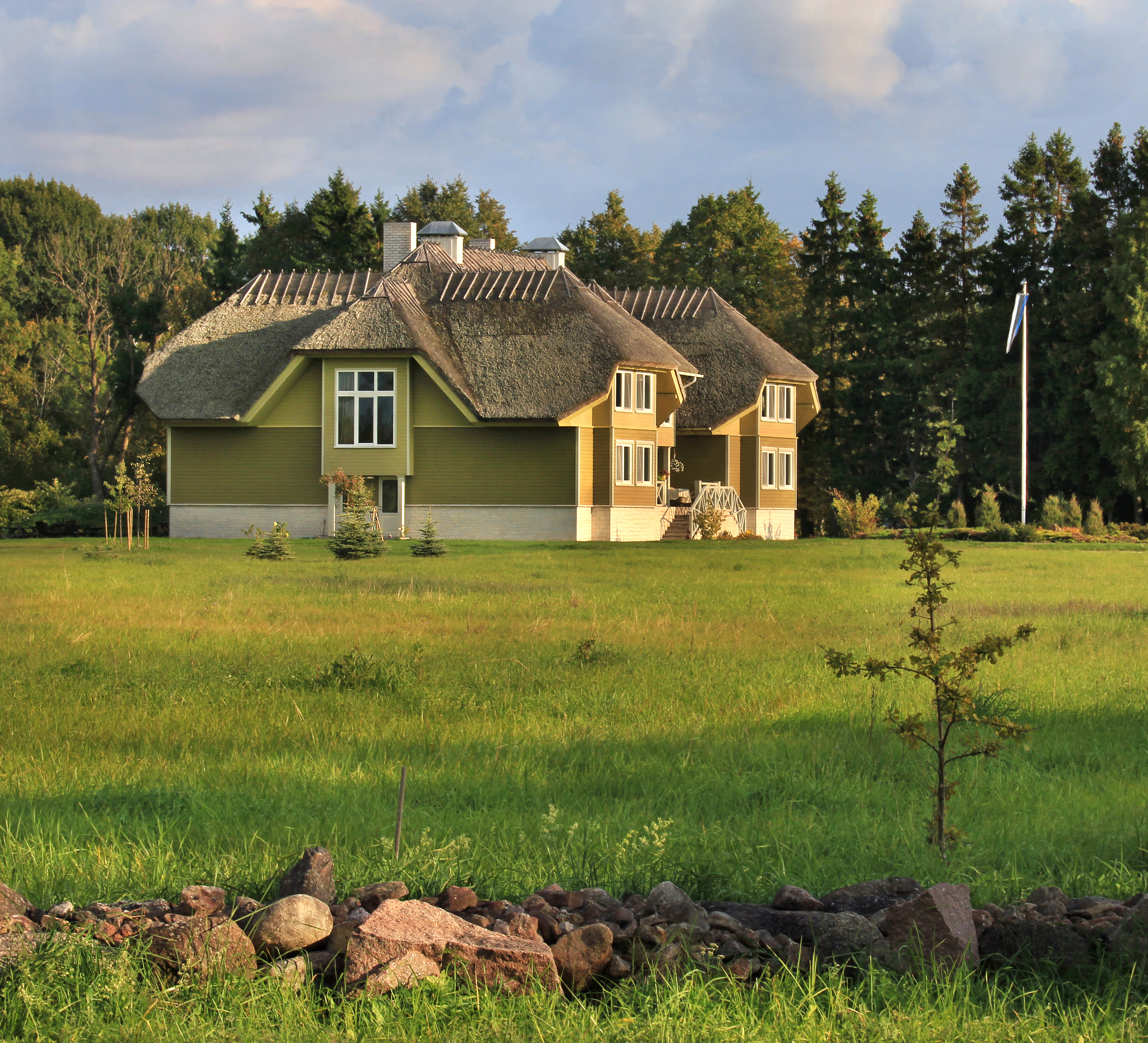

دار الضيافة أو المَضْيَفة أو دار الإقامة (وقد تسمى في مصر اللوكندة) بديلا عن الفنادق (النزل) يبات فيها الزائر والسائح بأسعار أرخص، ويديرها غالبا الأسر والأفراد وليس المؤسسات الكبرى، فيشعر المقيم بها بأنه أقرب للبلد الذي يزورها، خصوصا إذا كانت مصممة بالطراز التقليدي ومزودة بالوجبات المعروفة في ثقافة البلاد المحلية. وقد ترتبط مثلا بمطعم، أو بدار سكن الأسرة التي تدير دار الضيافة.